# 彼ノ蒼タル者ハ天
『彼ノ蒼タル者ハ天』（かのそうたるものはてん）は、2005年に制作された日本映画。

## 概要
本作は野村美奈子の監督作品としては、『水に燃え立つ螢』『葉櫻の頃にゑひて』に次ぐ3作目となる。
ハルニレの写真集から感銘を受け、脚本が書かれた。（野村美奈子ウェブサイトより）
2005年3月18日に上映会がおこなわれたが、一般公開されず、DVDが発売されている。
- 上映時間：40分

## あらすじ
まゆみの前から恋人が消えた。手がかりがなくただ待つしかないまゆみは、彼と過ごした時間を回想し、彼が自然を愛し、木になることを望んでいたのを思い出す。

## スタッフ
- 監督：野村美奈子
- 音楽：亀田英克（亀利屋手風琴）

## キャスト
- まゆみ：桃生亜希子
- 須賀貴匡
- 津田寛治

## DVD
『彼ノ蒼タル者ハ天』（ASIN B000G8NVNO） - ぷれす屋さん.comより2005年9月発売